# Chaerephon aloysiisabaudiae
Chaerephon aloysiisabaudiae је врста сисара из реда слепих мишева (Chiroptera) и породице Molossidae.

## Распрострањење
Ареал врсте покрива средњи број држава у Африци. Присутна је у следећим државама: Судан, Камерун, ДР Конго, Обала Слоноваче, Гана, Уганда, Централноафричка Република и Габон.

## Станиште
Станишта врсте су шуме и саване.

## Угроженост
Ова врста је наведена као последња брига, јер има широко распрострањење и честа је врста.